# Pressed chair
La Pressed chair è una sedia progettata da Harry Thaler per Nils Holger Moormann. È un prodotto di disegno industriale costituito da un unico foglio di alluminio spesso 2,5mm che è stato piegato in modo tale da conferire contemporaneamente rigidità e leggerezza al prodotto. È possibile inoltre integrare la struttura aggiungendo un cuscinetto in feltro o neoprene (rosso o nero) per incrementare la comodità della sedia. Inoltre è al 100% riciclabile e impilabile fino a sei sedie.

## Descrizione
Pressed Chair è il risultato logico di un'esplorazione sistematica e coerente sia per quanto riguarda i materiali e i metodi utilizzati sia per quanto riguarda l'estetica minimale.
L'analisi precisa della forma, della scelta dei materiali, della capacità portante e le considerazioni tridimensionali nell'esecuzione e
nell'applicazione del pezzo hanno prodotto una struttura estremamente leggera, dal design emotivamente semplice e intramontabile. L'uniformità del materiale presente in questa sedia ha la sua origine dallo studio di un riutilizzo garantito al 100%. L'alluminio, caratterizzato dalla sua grande resistenza alla corrosione e dalla sua capacità di riuso pressoché illimitata, è ottenuto dal metallo allo stato grezzo più comunemente presente nella crosta terrestre. Tra i valori principali che Thaler ha tenuto presente durante la realizzazione del suo progetto troviamo la massima qualità tattile possibile, una buona praticità d'uso e la considerazione della salvaguardia dell'ambiente. Proprio per quest'ultimo motivo, quasi nessuno spreco viene creato durante la produzione della Pressed Chair.

### Caratteristiche tecniche
- Dimensioni[3]

| h | 80,00 cm |
| w | 51,00 cm |
| d | 52,50 cm |

- Altre specifiche

| peso             | 2,8 kg                         |
| capacità massima | 120kg                          |
| materiale        | alluminio verniciato a polvere |
| caratteristiche  | impilabile fino a 6 sedie      |

### Certificazioni
Omologato DIN 68878 e DIN EN 12520.
Grazie a queste certificazioni è garantita la stabilità, la durata e la sicurezza per le aree residenziali.

## Ispirazione
Il progetto per la Pressed Chair è stato sviluppato durante gli studi presso il Royal College of Art di Londra nel 2010 e dal 2012 è in produzione con la società tedesca, Nils Holger Moormann. È una sedia in metallo leggera, impilabile, stampata su un foglio di alluminio da 2,5 mm. L'elemento che rende unica questa sedia in termini di design è che è stata creata da un singolo foglio di metallo, senza giunzioni o connettori, e che garantisce la sua resistenza d'uso solo grazie alla sua struttura. La produzione della sedia è influenzata in qualche modo dal passato di Thaler come orafo. La riduzione del numero di materiali al minimo, l'esplorazione dei limiti e la stabilità dell'oggetto complessivo sono certamente ambiti importanti nel lavoro di Thaler.

## Analisi Semiotica

### Categorie topologiche
Durante il processo di produzione subisce dei cambiamenti che riguardano le categorie topologiche. Nella fase iniziale infatti il foglio di alluminio si sviluppa orizzontalmente, per poi essere sagomato e assumere una configurazione verticale grazie delle lavorazioni industriali. Seguendo la morfologia dello scheletro della Pressed Chair, notiamo che le gambe hanno uno sviluppo verticale leggermente obliquo, la seduta interrompe l’asse delle gambe per svilupparsi orizzontalmente e lo schienale riprende invece un andamento verticale, quest’ultimo presenta inoltre una leggera curva.

### Categorie eidetiche e cromatiche
La forma specifica della Pressed Chair le conferisce solidità: la sua resistenza è infatti dovuta, non tanto al materiale, quanto alla morfologia che gli viene conferita durante il processo di produzione. Sul dorso, sulla seduta e sulle gambe sono presenti delle scalanature che, insieme alle nervature acquisite dall’alluminio grazie alla piegatura, garantiscono rigidità e stabilità al prodotto. La seduta non presenta spigoli vivi, ma tutti i bordi in prossimità dei cambi di direzione sono raccordati e tondeggianti. Il colore di base è quello caratteristico dell’alluminio, in quanto nella sua versione classica, la Pressed Chair non è verniciata. È comunque disponibile in numerosi varianti cromatiche, come per esempio in bianco e nero, ma anche in blu, azzurro, rosso, rosa, giallo o verde. La seduta può avere una finitura laccata, ed essere quindi caratterizzata da una superficie lucida e riflettente, ma anche opaca, non brillante.

### Aspetto figurativo
La Pressed Chair può essere paragonata ad una sedia tradizionale, con la precisa e importante differenza che essa è costituita esclusivamente da un unico elemento strutturale senza avere componenti ad incastro, incollaggio o altri materiali. Questa peculiare caratteristica la rende perciò facilmente distinguibile dalla tradizione precedente di sedute.

## Il quadrato delle valorizzazioni di Jean-Marie Floch

### Valorizzazione pratica
Seguendo la classificazione dei valori del quadrato di Jean-Marie Floch, possiamo notare che, sotto un punto di vista pratico, la Pressed Chair è assolutamente efficiente: garantisce sostegno e comodità ed essendo leggera e maneggevole si può spostare facilmente.

### Valorizzazione utopica
La valorizzazione utopica del prodotto risiede nel fatto che la seduta esaudisce il desiderio dell’uomo di riposare in comodità, trasmettendo nello stesso momento sensazioni di leggerezza e potenza. Queste sensazioni quasi agli antipodi tra loro trovano soddisfazione e sintesi in una sedia perfettamente resistente, nonostante sia costituita solo da una sottile lamina di alluminio. Il connubio tra valori apparentemente contrastanti concretizza un concetto che a primo impatto potrebbe sembrare impossibile: creare qualcosa di estremamente fino e leggero, ma resistente e solido, che occupa uno spazio e ha un suo peso.

### Valorizzazioni ludica ed estetica
È possibile unire tra loro la valorizzazione estetica e quella ludica, dal momento che queste caratteristiche si equivalgono. La Pressed Chair comunica leggerezza, modernità, essenzialità e resistenza. Ha forme sinuose e giocose, oltre a presentare una vasta gamma di colori vivaci, attraenti e facilmente accostabili a diverse situazioni di arredamento.

### Valorizzazioni critica
La valorizzazione critica è rappresentata dall'elevata qualità del prodotto, dalla sua riciclabilità e dalla sua sostenibilità. Tutte queste qualità determinano l’elevato prezzo della Pressed Chair.

## Somiglianze figurative
Nella prima fase di lavorazione, quando è ancora un foglio di alluminio, il profilo intagliato visibile sulla lastra può ricordare una stella, un insetto o un omino stilizzato. Dopo il processo di piegatura e rifinitura, l’oggetto potrebbe essere associato ad una giraffa o un ragno. Le forme semplici, lineari e morbide richiamano un mondo che potrebbe essere quello dell’infanzia, dove è semplice che un oggetto ricordi, per esempio, un animale. È possibile individuare un riferimento ad un universo della quotidianità, a forme semplici e conosciute, ben note all’immaginario collettivo . 

## Fattitività
La seduta può essere utilizzata solamente in posizione eretta per sorreggere il peso dell’utente. La progettazione dimensionale della seduta si presta all’utilizzo di una sola persona per volta. Assolve il suo compito di sostegno, pertanto sono identificabili un programma narrativo (l’azione di sostenere) e un livello narrativo (il soggetto che si siede). È possibile affermare che la funzione di sostegno è garantita indipendentemente dalla presenza di un utente umano: essa può essere utilizzata per appoggiarci libri, computer o altri oggetti. Non è mobile (non presenta infatti rotelle), l’altezza della seduta non è regolabile. Sorregge un limite massimo di 120 kg.

## Premi
- Contest 2011, imm cologne, 1. Preis
- Conran Foundation Awards 2011
- Good Design Award 2011, The Chicago Athenæum
- Interior Innovation Award - Winner 2013
- If DESIGN AWARD - 2014

## Target
La Pressed Chair è apprezzabile da un target di persone che si avvicinano particolarmente al mondo del design, dell'interior design, dell'arte e dell'architettura per lavoro, passione o cultura personale, nonché attente all’improntanza ambientale dei loro acquisti.